# Église des Taxiarques (Areópoli)
L'église des Taxiarques ou église des Taxiarches (en grec moderne : Εκκλησία των Ταξιαρχών) est une église située à Areópoli, dans le dème du Magne-Oriental (district régional de Laconie, Grèce).
L'église est dédiée aux Taxiarques, archanges Michel et Gabriel, chefs militaires des «armées célestes».

## Histoire
L'église a été construite pendant l'occupation ottomane au XVIIIe siècle.

## Description
L'église est remarquable par son clocher à six étages dominant la ville.

## Quelques vues de l'église

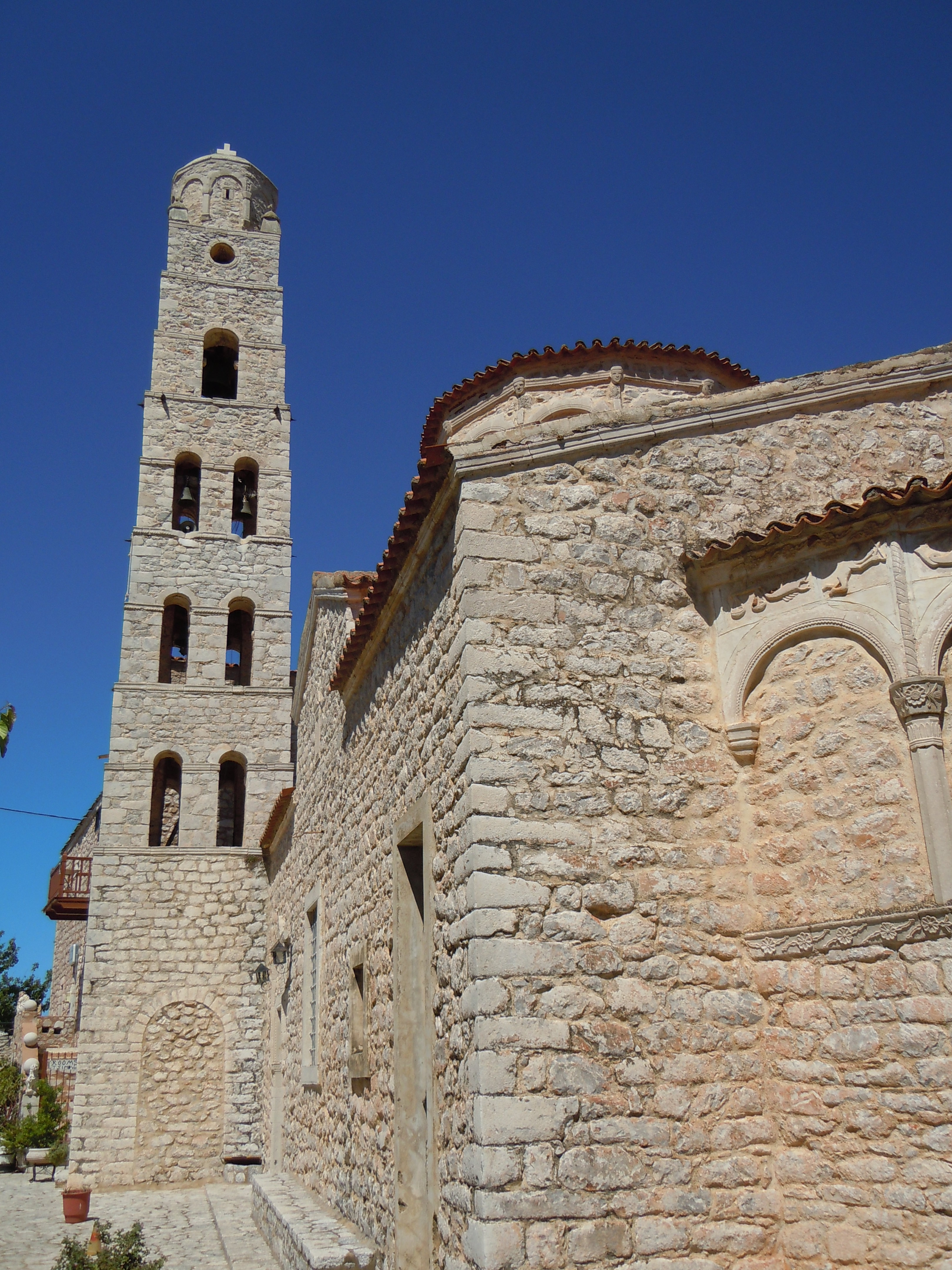
Vue du clocher depuis l'est
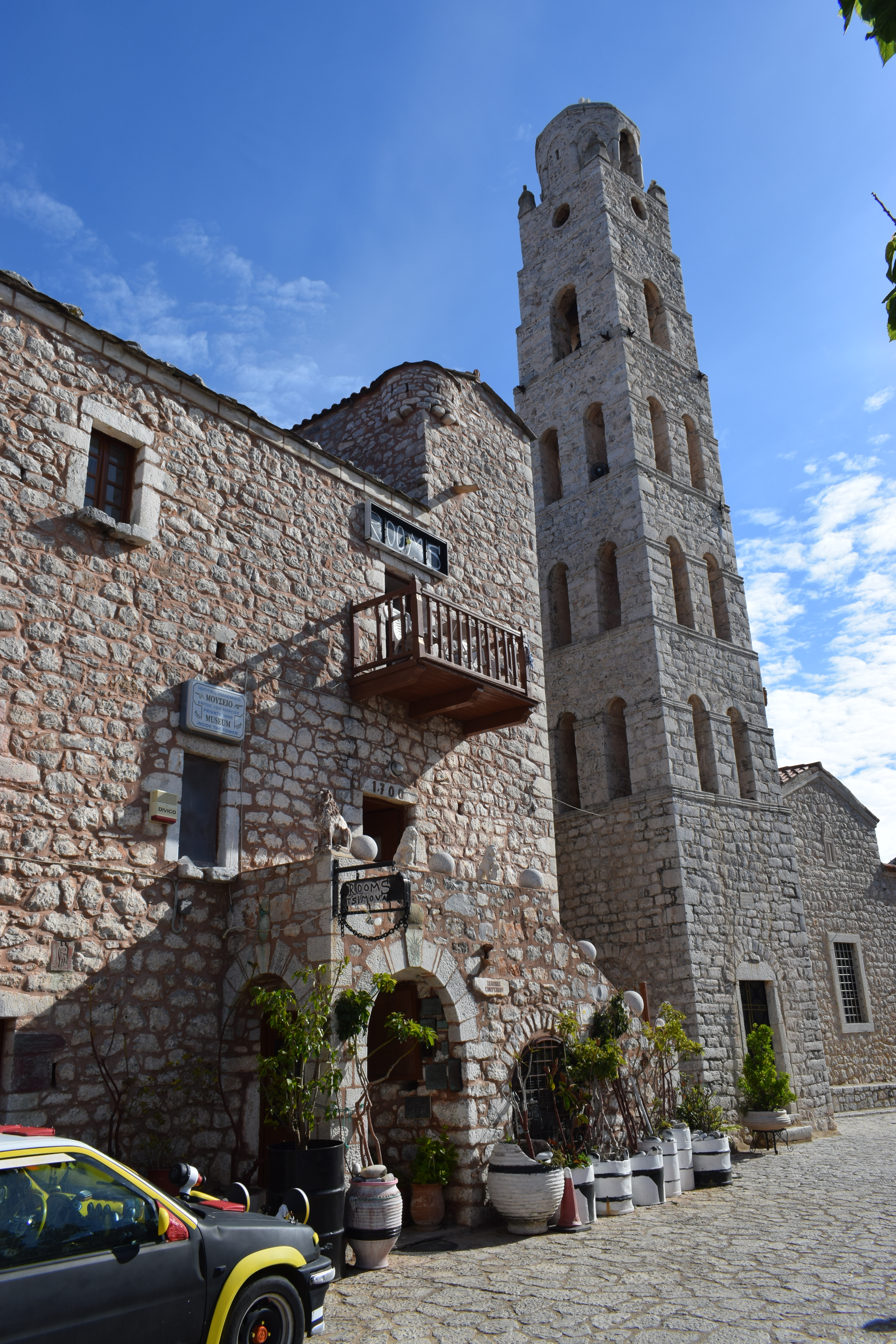
Vue du clocher depuis l'ouest